# Neoklasycyzm

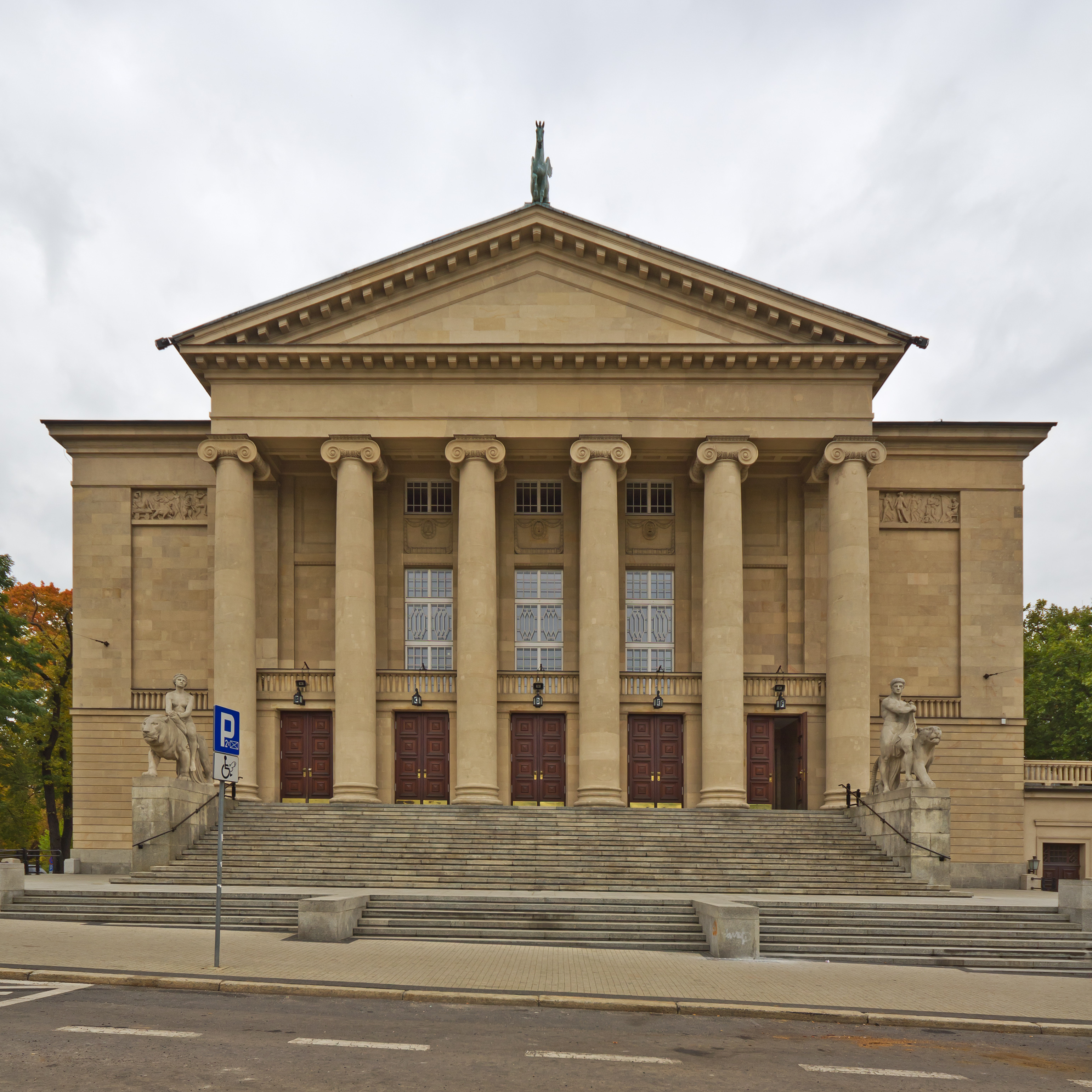
M. Littmann: Opera w Poznaniu, 1909-1910

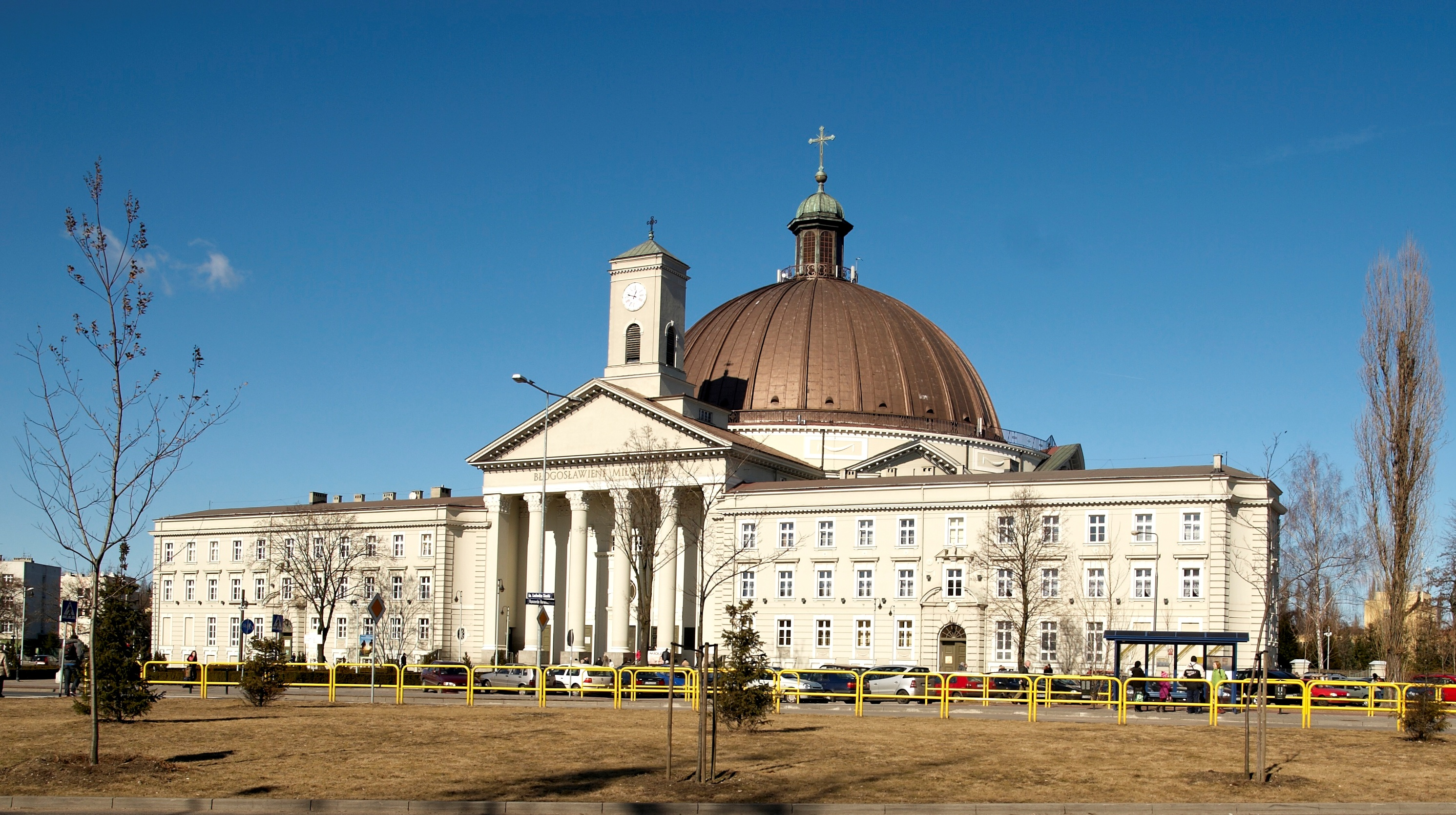
A. Ballenstedt: Bazylika św. Wincentego à Paulo w Bydgoszczy, 1925-1939

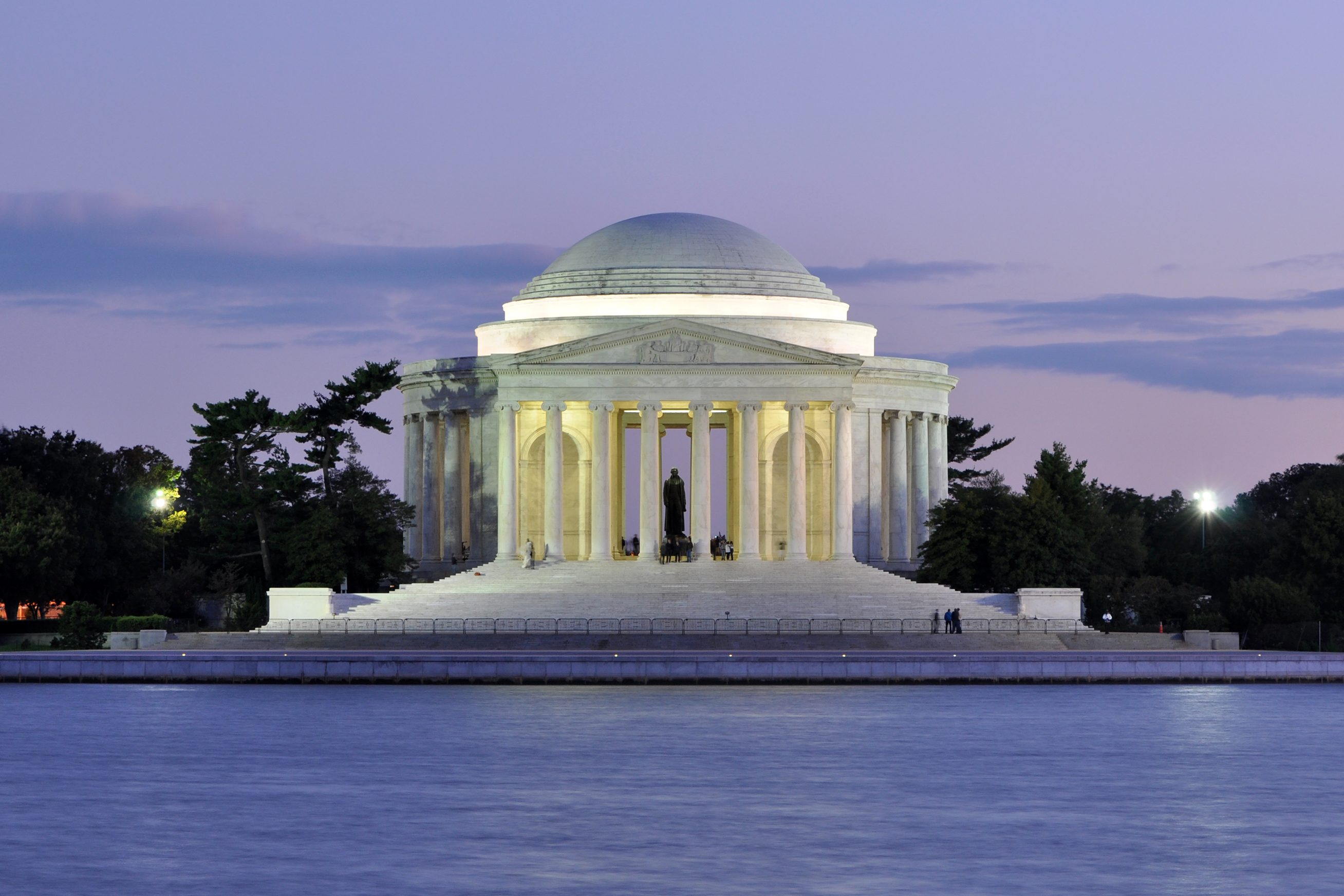
J.R. Pope, Jefferson Memorial w Waszyngtonie, 1939-1943

Neoklasycyzm (neo- z gr. νέος nowy i klasycyzm z łac. classicus pierwszorzędny) – nurt w kulturze i sztuce zachodniej, cechujący się inspiracją sztuką antyczną. Wywodzi się z Rzymu, głównie dzięki notatkom Johanna Joachima Winckelmanna, w momencie odkrycia Pompei oraz Herkulanum, jednak jego popularność szybko rozeszła się po całej Europie, gdy pokolenie młodych europejskich artystów zakończyło Grand Tour i powróciło z Włoch do własnych krajów z nowo odkrytymi ideałami antycznymi.

## Literatura
Neoklasycyzm, czy też klasycyzm współczesny, był kierunkiem w dwudziestowiecznej poezji nawiązującym do antyku, klasycyzmu, a także baroku. W literaturze francuskiej przedstawicielami neoklasycyzmu był Paul Valéry, w angielskiej – Thomas Stearns Eliot, w rosyjskiej tzw. akmeiści, a w polskiej m.in. Czesław Miłosz, Zbigniew Herbert, Mieczysław Jastrun, Jarosław Marek Rymkiewicz.
Neoklasycyzm oparty jest na ideale czystej poezji, czyli niezależnej od treści życiowej; liryka intelektualna, pełna aluzji filozoficznych w formie nawiązywania do klasycznych wzorców.

## Muzyka
Terminem neoklasycyzm określa się tendencje klasycyzujące pojawiające się w drugiej połowie XIX wieku (Johannes Brahms, Max Reger, César Franck), lecz przede wszystkim kierunek dominujący w muzyce lat międzywojennych, nawiązujący do muzyki z czasów sprzed romantyzmu, a głównie do baroku. Głównymi przedstawicielami neoklasycyzmu w XX wieku byli Igor Strawinski, Paul Hindemith, Arthur Honegger. Uważali oni, że zadaniem muzyki nie jest komentowanie świata ani oddziaływanie na emocje, lecz tworzenie piękna wyłącznie muzycznego, a więc opartego na jasnej formie i mistrzowskiej technice kompozytorskiej. Kierunek został zainicjowany w muzyce włoskiej, najpierw zdominował Włochy i Francję. Za sprawą Nadii Boulanger, u której uczyło się bardzo wielu muzyków z Polski i Stanów Zjednoczonych, zyskał dominującą pozycję także w tych krajach. Stanowił opozycję wobec neoromantyzmu, impresjonizmu i ekspresjonizmu.

## Sztuki plastyczne
Neoklasycyzm w architekturze, rzeźbie i malarstwie jest synonimem klasycyzmu. Kontynuował on w drugiej połowie XVIII i pierwszej połowie XIX wieku konserwatywne tendencje stanowiąc opozycję do romantyzmu. Nawiązywał do sztuki antyku greckiego i rzymskiego oraz sztuki włoskiego renesansu.
W XX wieku tendencje klasycyzujące pojawiające się wśród artystów awangardowych określano mianem nowego klasycyzmu, nowoczesnego klasycyzmu, klasycyzmu awangardowego czy też neoklasycyzmu. Były one reakcją na mnożące się w szybkim tempie nowe koncepcje plastyczne. Występowały także przeciwko degradacji klasycznych wzorców przez akademizm. Krytycy sztuki i artyści widzieli w tym nurcie nową postawę wobec sztuki dawnych mistrzów. Pragnęli jej realizacji nie w powrocie do tematyki antycznej, kopiowania dawnych motywów, ale w poszukiwaniu porządku i równowagi w kompozycjach plastycznych. Takiej harmonii brakowało, zdaniem zwolenników nowego prądu, dziełom fowistów czy impresjonistów. Tendencje klasycyzujące wystąpiły m.in. w twórczości Picassa, Maurice’a Denis, Giorgia de Chirico. W sztuce polskiej rozwijali je m.in. artyści Rytmu i Wileńskiego Towarzystwa Artystów Plastyków, Felicjan Szczęsny Kowarski, Leonard Pękalski, Tadeusz Tołwiński, Bohdan Pniewski, Zygmunt Mączeński, Adolf Szyszko-Bohusz.
Do antyku, klasycyzmu czy renesansu sięgali również artyści działający na polu sztuki oficjalnej w państwach totalitarnych (np. socrealizm). Figuratywna, monumentalna sztuka w konwencji realizmu ujętego w klasycyzujące formy była tam narzędziem propagandy.

## Architektura
Pomysłowi architekci starali się przedstawić wizję nowego idealnego świata zamieszkanego przez człowieka racjonalnego. Cechy stylu neoklasycznego można podsumować następująco: dominacja linii poziomej nad pionową; przejrzystość konturów i planów architektonicznych, obecnie preferowanych w kształtach regularnych, kwadratowych lub prostokątnych i scentralizowanych; brak kontrastów chromatycznych i efektów obrazowych; wizualna widoczność materiałów, marmuru lub cegły; Najczęściej używany jest model świątyni, rzymski lub grecki, zwłaszcza na fasadach i na zewnątrz, ponieważ są to praktycznie jedyne pozostałości archeologiczne, dla których istnieje wystarczająca dokumentacja; odrzucenie tradycji renesansowej stosującej superpozycję porządków.